# ГЕС Вілар-Табуасу
ГЕС Вілар-Табуасу (порт. Barragem de Vilar) — гідроелектростанція на півночі Португалії на річці Тавора, яка є лівою притокою Дору (найбільша за водозбірним басейном річка на північному заході Піренейського півострова, що впадає в Атлантичний океан біля Порту).
В межах проекту Тавору перекрили кам'яно-накидною греблею Вілар висотою 58 метрів та довжиною 240 метрів, на спорудження якої витратили 300 тис. м3 матеріалу. Вона утворила водосховище із площею поверхні 6,7 км2 та об'ємом 100 млн м3 (корисний об'єм 95 млн м3).
Від нього до машинного залу, розташованого поблизу селища Табуасу в лівобережному гірському масиві на глибині 350 метрів, веде дериваційний тунель довжиною 15,6 км. Відпрацьована вода відводиться по іншому тунелю, який має довжину 2 км.
Машинний зал обладнаний двома турбінами типу Пелтон потужністю по 32,7 МВт, які при напорі від 433 до 461 метра забезпечують виробництво 138 млн кВт-год електроенергії на рік.
Видача продукції відбувається по ЛЕП, що працює під напругою 153 кВ.